# 川手ふきの
川手 ふきの（かわて ふきの、1968年1月17日 - ）は、日本の女優、脚本家である。東京都出身。血液型はO型。

## 出演作品

### 映画
- JUDGE / ジャッジ（ブタ）

### テレビ
- どーなってるの!?（再現ドラマ）

### 舞台
- 「美しき野獣たちの伝説」（青山円形劇場）江波さゆり役
- 「近代能楽集　葵上」（東邦生命ホール）看護婦役
- 「シュンちゃん」（岩本恭正主演・シアターアプル）芸人ヨーコ役
- 「ビルマの竪琴」（薬丸裕英主演・新宿文化センター・沖縄・大阪・京都） ビルマの女役とオウムの声
- 「不思議な国のエリサ」（秋山エリサ主演・三越劇場）女王様役
- 「体育会の女」(銀座博品館）主演・鬼塚勝代役
- 「ランフォーユアワイフ」（曾我廼家文童、高汐巴主演・神戸オリエンタル劇場・シアターV赤坂） メアリー役
- 「若様風来坊」（あおい輝彦主演・全国巡業）きよ役
- 「女形気三郎」（竜小太郎主演・全国巡業） おこう役
- 「遠山の金さん＆女ねずみ小僧」（竜小太郎主演・全国巡業） おしか役
- 「リトル・ダーリン」（小野ヤスシ主演・銀座博品館）謎の出前持ち役
- 「阿修羅のごとく」（和田勉演出、長門裕之・南野陽子主演・全国巡業） 赤木啓子役
- 「貸席の女郎」（俳優座劇場・相模市民会館） 綾乃役
- 「冬の運動会」（久世光彦演出、主演：高橋幸治・蟹江敬三、新橋演舞場） ヒロミ役
- 「手原村秘文」（堤大二郎主演・栗東芸術文化会館こけら落とし） 小由役
- 「きちさ弐」（巣鴨歌謡劇場） お雪役
- 「腕におぼえあり」（村上弘明主演・明治座） おみね役
- 「平手造酒」（ル・テアトル銀座） こみよ役
- 「里見八犬伝」天草四郎時貞役（武蔵野芸術劇場）
- 「BLACK COMEDY」ミス・ファーニバル役（日暮里d倉庫）
- 「ホープちゃんライブ」元コントゆーとぴあ城後光義主演・コントレギュラー2011〜（新宿ロフトプラスワン）
- 「小さな奇跡の物語〜スチャラカ人生より〜」（2013.9公演予定）

## 脚本

### 舞台脚本
- 「二人のライザ」上演台本・作詞 （サンシャイン劇場・天王洲アートスフィア）
- 「某作品」（三越劇場）
- 「きら星の磁力」（新木場1st Ring）

### 映像脚本
- Another way?（スズキJIMNY40年ショートフィルム）
- WAYA! 宇宙一のおせっかい大作戦（2011年劇場公開）古波津陽監督と共同脚本、主演：井戸田潤、水野美紀、矢崎滋、藤田朋子、ルー大柴
- beポンキッキーズ『ミンナでミンワ』（BSフジ）主演：鈴木福・谷花音

## 受賞作品
- 瀬戸内こども国際映画際エンジェルロード脚本賞 佳作受賞